# Little America
Little America è un census-designated place degli Stati Uniti d'America, situato nella Contea di Sweetwater nello stato del Wyoming. Nel censimento del 2000 la popolazione era di 56 abitanti.

## Geografia fisica
Secondo i rilevamenti dell'United States Census Bureau, la località di Little America si estende su una superficie di 20,1 km², tutti occupati da terre.

## Popolazione
Secondo il censimento del 2000, a Little America vivevano 56 persone, ed erano presenti 13 gruppi familiari. La densità di popolazione era di 2,8 ab./km². Nel territorio comunale si trovavano 48 unità edificate. Per quanto riguarda la composizione etnica degli abitanti, il 71,43% era bianco e il 28,57% apparteneva ad altre razze. La popolazione di ogni razza ispanica corrispondeva al 44,64% degli abitanti.
Per quanto riguarda la suddivisione della popolazione in fasce d'età, il 32,1% era al di sotto dei 18, il 28,6% fra i 18 e i 24, il 28,6% fra i 25 e i 44, il 10,7% fra i 45 e i 64, mentre infine lo 0% era al di sopra dei 65 anni di età. L'età media della popolazione era di 21 anni. Per ogni 100 donne residenti vivevano 100,0 uomini.